# مسفر الحارثي
مسفر بن مشعل الحارثي (1945 - 5 ديسمبر 1989) (1365 - 7 جمادى الأولى 1410) مهندس عسكري وشاعر سعودي. ولد في الطائف ونال بكالوريوس العلوم العسكرية من الكليّة الحربيّة بالرياض سنة 1387 هـ/ 1967 م . ثم درس الهندسة المساحية في بريطانيا ونال ماجستير في هندسة المساحة والجيوديسيا من جامعة أوهايو في الولايات المتحدة الأمريكية، 1983. له مقالات وبحوث علمية منشورة في مجلات علمية أجنبية، وألقى بحوثًا في مؤتمرات دولية. وهو شاعر ذو اتجاه إسلامي وكان عضوًا بجمعية المسح الجوي الأمريكية. له ديوان شعر مخطوط. توفي في الرياض إثر حادث مروري. 

## سيرته
ولد مسفر بن مشعل الحارثي في مدينة الطائف سنة 1945 م/ 1365 هـ ونشأ بها. تعلم تعليمًا نظاميًا في الطائف، ثم انتقل إلى الرياض، والتحق بالكلية الملك عبد العزيز الحربية فيها، وتخرج فيها حاصلاً على بكالوريوس العلوم العسكرية برتبة ملازم أول. 

ثم سافر إلى بريطانيا لمواصلة دراسته، ودرس الهندسة المساحية فيها، ثم انتقل إلى جامعة أوهايو في الولايات المتحدة، فحصل فيها على درجة الماجستير في هندسة المساحة الجيوديسيا عام 1983، كما اجتاز بعض الدورات العسكرية.

شارك في الخدمة ضمن القوات السعودية بالأردن، وشغل منصب ركن تعليم بمعهد الدراسات المساحية والجغرافية العسكري بالرياض، ووصل إلى رتبة عقيد قبيل وفاته إثر حادث مروري في الرياض في صباح يوم 5 ديسمبر 1989 / 7 جمادى الأولى 1410 هـ. الله يرحمه

## شعره
ذكره عبد العزيز البابطين في معجمه وقال «شاعر وجداني، يلتزم شعره الوزن والقافية، في وضوح وبساطة دون تكلف أو تعقيد، شارك به في الاحتفالات الدينية والمناسبات الاجتماعية، ومنه قصيدته «للعلم أصبو» التي ألقيت في يوم عيد الأضحى في اجتماع الطلبة المسلمين للاحتفال بالعيد في جامعة أوهايو بأمريكا، عبّر فيها عن حنينه إلى الوطن، وأسباب ارتحاله إلى هذه البلاد، وينتصر فيها للإسلام والمسلمين. ينم شعره على تمسك بآداب الإسلام الحنيف، كما تضمّن مشاعر وطنية تجاه الأمة العربية ورسالتها التاريخية.»  من شعره بعنوان للعلم أصبو ألقاها في يوم عيد الأضحى سنة 1403 هـ/ 17 سبتمبر 1983 في اجتماع الطلبة المسلمين للاحتفال بالعيد في جامعة أوهايو الحكومية في ولايات المتحدة الأمريكية، وهي:

## مؤلفاته
له مقالات ودراسات وبحوث علمية شارك بها في مؤتمرات، ونشرتها بعض المجلات العربية والأجنبية، ومنها مجلة الدفاع السعودية. كما ألقى بحوثًا في مؤتمرات دولية.